# حمله از بین رفتن بسته‌ها
در شبکه‌های کامپیوتری، یک حملهٔ حذف بسته‌ها (به انگلیسی: Packet drop attack) یا حملهٔ سیاه‌چاله یک نوع از حمله‌های انکار سرویس است که در آن مسیریابی که قرار است بسته‌ها را ارسال کند، آن‌ها را دور می‌اندازد. این معمولاً از طرف مسیریابی که به دلایل مختلفی در معرض خطر قرار گرفته است، رخ می‌دهد. یکی از دلایلی که در پژوهش ذکر شده است از طریق یک حمله انکار سرویس در روتر است که از ابزار مشهور DDOS استفاده می‌کند. از آنجا که معمولاً بسته‌ها در شبکه‌های پر اتلاف حذف می‌شوند، تشخیص و پیشگیری از حملهٔ حذف بسته‌ها بسیار مشکل است.
مسیریاب‌های مهاجم می‌توانند این حمله‌ها را به صورت انتخابی انجام دهند، به عنوان مثال با حذف بسته‌های مربوط به یک مقصد خاص، در یک زمان خاص از روز، در هر t ثانیه یا هر n بسته یا حتی به طور تصادفی. این حمله همچنین به نام حملهٔ چاله خاکستری نامیده می‌شود. اگر مسیریاب مخرب همهٔ بسته‌های عبوری را حذف کند، حمله به راحتی بوسیلهٔ ابزارهای شبکه مثل traceroute قابل کشف است. همچنین زمانی که بقیه مسیریاب‌ها متوجه شوند که مسیریابی که به خطر افتاده همهٔ ترافیک را حذف می‌کند، آنها به طور کلی شروع به حذف این مسیریاب از جدول ارسال خود می‌کنند و در نهایت هیچ ترافیکی به سمت مهاجم جریان پیدا نمی‌کند. با این حال اگر مسیریاب مهاجم بسته‌ها را در هر بازه زمانی یا هر n بسته یکبار حذف کند، تشخیص آن سخت تر است چون ترافیک همچنان در شبکه جریان دارد.
حملهٔ حذف بسته‌ها را می‌توان برای حمله به شبکه‌های بی سیم موردی نیز استفاده کرد. از آن جا که شبکه‌های بی سیم معماری متفاوتی نسبت به شبکه‌های سیمی معمول دارند، یک میزبان می‌تواند منتشر کند که کوتاهترین مسیر به مقصد را دارد. با انجام این عمل، همهٔ ترافیک به سمت میزبانی که به خطر افتاده هدایت می‌شود، و میزبان می‌تواند بسته‌ها را با ارادهٔ خود حذف کند. همچنین در یک شبکه‌های بی سیم موردی، میزبان‌ها می‌توانند به طور خاص در معرض خطر حمله‌های مشارکتی قرار بگیرند که چند میزبان می‌توانند به خطر بیفتند و فریب میزبان‌های دیگر را بخورند.